# أرينجة صغيرة السداة
أرينجة صغيرة السداة (الاسم العلمي:Arenga micrantha) هي نوع من النباتات تتبع جنس الأرينجة من الفصيلة الفوفلية.